# Graffiti Bridge (album)
Albums de Prince
Batman
(1989) Diamonds and Pearls
(1991)
Graffiti Bridge est un album publié par Prince sur le label Paisley Park, en août 1990 qui sert de bande-son au film du même titre. Un film présenté, au départ comme la suite de Purple Rain.
Projet que nourrissait Prince depuis ses rencontres avec Madonna, puis avec Kim Basinger. Premier album choral, puisque Prince partage les chants avec certains de ses protégés comme The Time, Mavis Staples ou d'invités comme George Clinton ou Tevin Campbell, alors âgé de treize ans. Graffiti Bridge marque également, de façon discrète, la fin de sa collaboration avec le plus fidèle d'entre tous, Dr Matt Fink, dernier rescapé de The Revolution et qui marquera la venue d'une toute première monture des New Power Generation.

## Album
À l'instar de son précédent tournage (Under the Cherry Moon sorti en 1986), Graffiti Bridge est un nouvel échec pour la carrière cinématographique du chanteur.
Prince publie cet album composé d'anciens titres, alors que le monde connaît quelques troubles majeurs (crise du Golfe), après avoir enchaîné sur la bande originale de Batman, sorti l'année précédente alors que son entourage lui conseille de calmer le jeu devant sa créativité. Il lui faudra alors attendre Diamonds and Pearls pour renouer avec le succès.
Cependant, en ayant coupé le contact avec les anciens membres de son clan (Wendy and Lisa, Jill Jones, puis deux de ses managers de l'époque), Prince entre alors dans une nouvelle phase musicale. Cela s'en ressentira lors de la tournée Nude Tour et le désamour de nombreux fans de la première heure. Prince collabore alors avec des artistes comme Kate Bush, Martika, Céline Dion, Ingrid Chavez, comédienne et poétesse avec laquelle il partage alors l'affiche du film. Un album naîtra de leur longue collaboration, 19 mai 1992 (Paisley Park/Warner Bros). Ils se connaissaient depuis la fin 1987 et Prince l'avait invitée pour interpréter The Spirit Child en introduction de l'album Lovesexy (titre Eye No).

## Liste des titres
| No  | Titre                                                  | Auteur                               | Durée |
| --- | ------------------------------------------------------ | ------------------------------------ | ----- |
| 1.  | Can't Stop This Feeling I've Got                       | Prince                               | 4:24  |
| 2.  | New Power Generation                                   | Prince                               | 3:39  |
| 3.  | Release It (interprété par The Time)                   | Prince, Morris Day, Levi Seacer, Jr. | 3:54  |
| 4.  | The Question of U                                      | Prince                               | 4:00  |
| 5.  | Elephants & Flowers                                    | Prince                               | 3:54  |
| 6.  | Round and Round (interprété par Tevin Campbell)        | Prince                               | 3:55  |
| 7.  | We Can Funk (interprété par Prince et George Clinton)  | Prince, George Clinton               | 5:28  |
| 8.  | Joy In Repetition                                      | Prince                               | 4:53  |
| 9.  | Love Machine (interprété par The Time)                 | Prince, Morris Day, Levi Seacer, Jr. | 3:34  |
| 10. | Tick, Tick, Bang                                       | Prince                               | 3:30  |
| 11. | Shake! (interprété par The Time)                       | Prince, Morris Day                   | 4:01  |
| 12. | Thieves in the Temple                                  | Prince                               | 3:20  |
| 13. | The Latest Fashion (interprété par The Time et Prince) | Prince                               | 4:02  |
| 14. | Melody Cool (interprété par Mavis Staples)             | Prince                               | 3:39  |
| 15. | Still Would Stand All Time                             | Prince                               | 5:23  |
| 16. | Graffiti Bridge                                        | Prince                               | 3:51  |
| 17. | New Power Generation (Pt. II)                          | Prince                               | 2:57  |

## Personnel
- Prince - chants, guitare, basse, claviers, synthés, batterie, percussions
- Levi Seacer Jr. - basse et chœurs sur Graffiti Bridge.
- Amp Fiddler - claviers et chœurs sur We Can Funk
- Candy Dulfer - saxophone sur Release It, Love Machine, Thieves in the Temple et The Latest Fashion
- Eric Leeds - saxophone sur We Can Funk.
- Atlanta Bliss - trompette sur We Can Funk
- Morris Day - batterie sur New Power Generation; chants et chœurs sur Love Machine...
- Sheila E. - batterie et chœurs sur Graffiti Bridge.
- Tevin Campbell - chants sur Round and Round;  chœurs sur Graffiti Bridge et New Power Generation (Pt. II).
- Elisa Fiorillo - chants sur Love Machine..
- Clare Fischer : arrangement de cordes sur Graffiti Bridge.